# Філлер Самуїл Йонович
Самуїл Йонович Філлер (Філер) (29 грудня 1882, місто Дубоссари Тираспольського повіту Херсонської губернії, тепер Молдова — січень 1954, місто Москва, Російська Федерація) — радянський діяч, відповідальний секретар Мурманського губернського комітету РКП(б), член ВЦВК. Член Центральної контрольної комісії ВКП(б) у 1924—1934 роках. 

## Біографія
Працював помічником аптекаря в Москві та Оренбурзі. Учасник революції 1905 року: грудневого збройного повстання в Москві.
Член РСДРП(б) з 1910 року. Партійний псевдонім «Альберт».
За революційну діяльність був декілька разів заарештований. У 1912—1915 роках — на засланні в Яренську Вологодської губернії. У 1916 році висланий в Іркутську губернію, амністований у березні 1917 року.
У 1918 році — голова надзвичайної комісії (ЧК) Міського району міста Москви.
У 1919 — січні 1921 року — начальник секретно-оперативного відділу, завідувач відділу по боротьбі із контрреволюцією Московської губернської ЧК, комісар Підмосковного кам'яновугільного басейну.
У січні — червні 1921 року — слідчий спеціального відділення при Управлінні справами ВЧК при РНК РРФСР.
14 червня 1921 — 1922 року — відповідальний секретар Мурманського губернського комітету РКП(б).
У травні 1924 — грудні 1925 року — член партійної колегії Центральної контрольної комісії РКП(б). Потім — секретар організаційно-інструкторського відділу Центральної контрольної комісії ВКП(б), голова Центральної лікувальної комісії ВКП(б).
З 14 вересня 1928 року — член колегії Народного комісаріату охорони здоров'я РРФСР.
У 1935—1937 роках — голова ЦК профспілки працівників суду і прокуратури.
У 1937—1946 роках — на відповідальній роботі у ВЦРПС.
З 1946 року — персональний пенсіонер у Москві; працівник Центрального управління курортів, санаторіїв і будинків відпочинку ВЦРПС.
Помер у січні 1954 року. Похований в Москві на Новодівочому цвинтарі.

## Нагороди
- орден «Знак Пошани» (17.08.1945)